# Аэропорт Нумерат — Муфди Закария
Аэропорт Нумерат — Муфди Закария (фр. Aéroport de Ghardaïa / Noumérat – Moufdi Zakaria) (ИАТА: GHA, ИКАО: DAUG), также известный как аэропорт Нумерат, — это общественный аэропорт, обслуживающий Гардайю, столицу провинции Гардайя в Алжире. Он расположен в 16 км юго-востоку от города. Аэропорт назван в честь Муфди Закария, автора национального гимна Алжира.
В аэропорту сооружены две взлётно-посадочные полосы из асфальтобетона: первая имеет длину 2400 м, а вторая — 3100 м.

## Статистика
| | Пассажиров | Изменение по сравнению с предыдущим годом | Эксплуатация воздушных судов | Изменение по сравнению с предыдущим годом | Грузы (тонн) | Изменение по сравнению с предыдущим годом |
| --- | ---------- | ----------------------------------------- | ---------------------------- | ----------------------------------------- | ------------ | ----------------------------------------- |
| 2005 | 47,217     | ▼ 36,70 %                                 | 3,140                        | ▼ 34,45 %                                 | 51           | ▼ 78,30 %                                 |
| 2006 | 40,699     | ▼ 13,80 %                                 | 2,330                        | ▼ 25,80 %                                 | 106          | ▲107.84 %                                 |
| 2007 | 36,226     | ▼ 10,99 %                                 | 2,121                        | ▼ 8,97 %                                  | 34           | ▼ 67,92 %                                 |
| 2008 | 44,762     | ▲ 23,56 %                                 | 2,352                        | ▲ 10,89 %                                 | 129          | ▲279.41 %                                 |
| 2009 | 44,493     | ▼ 0,60 %                                  | 2,542                        | ▲ 8,08 %                                  | 57           | ▼ 55,81 %                                 |
| 2010 | 45,794     | ▲ 2,92 %                                  | 2,436                        | ▼ 4,17 %                                  | 601          | ▲954.39 %                                 |
| Источник: Международный совет аэропортов. Отчеты о трафике в аэропортах мира (Года 2005, 2006, 2007, 2009 and 2010) |            |                                           |                              |                                           |              |                                           |

## Происшествия
- 28 января 2004 года, около 21:00 по местному времени, самолет Beechcraft 1900 авиакомпании Tassili Airlines (регистрационный номер 7T-VIN) потерпел крушение в 10 километрах от аэропорта Гардая, где он должен был приземлиться, выполняя чартерный рейс из аэропорта Хасси Р'мейль[англ.]. Пилоту Мебарки Мохамеду пришлось прервать заход на посадку, потому что предыдущий приземлившийся самолёт вовремя не покинул взлётно-посадочную полосу. Во время маневрирования для повторного захода на посадку самолёт столкнулся с землёй правым крылом, которое впоследствии было оторвано. Из двух пассажиров и трёх членов экипажа, находившихся на борту, все, кроме второго пилота, выжили в катастрофе[9].
- 6 февраля 2010 года в 04:48 Боинг 757 Международных авиалиний Ганы, выполнявший рейс Аккра, Гана в лондонский аэропорт Гатвик, со 125 пассажирами и 8 членами экипажа совершил предупредительную посадку в аэропорту Гардая из-за признаков возможных неполадок в гидравлической системе. Для доставки пассажиров в Лондон был организован спасательный самолет, в то время как воздушное судно было осмотрено и возвращено в эксплуатацию технической командой[10].
- 1 марта 2021 года в 20:00 у самолета ATR 72, выполнявшего рейс AH 6200 авиакомпании Air Algérie из столицы города Алжира, при посадке в аэропорту Гардая, отказала передняя стойка шасси. Экипажу не удалось устранить неполадку, и было принято решение совершить посадку с поднятой передней стойкой шасси при наличии спасательных служб аэропорта[11].

## Примечание
1. 1 2   (фр.) AIP Архивная копия от 31 мая 2023 на Wayback Machine and Chart Архивная копия от 12 августа 2023 на Wayback Machine for Aéroport de Ghardaïa / Noumérat – Moufdi Zakaria (DAUG) from Service d'Information Aéronautique – Algerie
2. ↑   (фр.) Aéroport de Ghardaïa : Noumérat "Moufdi Zakaria" Архивная копия от 4 марта 2016 на Wayback Machine from Établissement de Gestion de Services Aéroportuaires d'Alger (EGSA Alger)
3. ↑  Airport information for DAUG. World Aero Data. Архивировано 5 марта 2019 года. Data current as of October 2006. Source: DAFIF.
4. ↑  DAUG @ aerobaticsweb.org. Landings.com. Дата обращения: 31 июля 2013. Архивировано 22 мая 2014 года.
5. ↑  Airport Council International Архивная копия от 30 марта 2020 на Wayback Machine's 2005 World Airport Traffic Report
6. ↑  Airport Council International Архивная копия от 7 июля 2016 на Wayback Machine's 2006 World Airport Traffic Report
7. ↑  Airport Council International Архивировано 4 марта 2016 года.'s 2007 World Airport Traffic Report
8. ↑  Airport Council International Архивировано 11 августа 2016 года.'s 2009 World Airport Traffic Report
9. ↑  Harro Ranter. ASN Aircraft accident Beechcraft 1900D 7T-VIN Ghardaïa-Noumérat Airport (GHA). aviation-safety.net. Дата обращения: 6 февраля 2022. Архивировано 6 февраля 2022 года.
10. ↑  Incident: Astraeus B752 over Algeria on Feb 6th 2010, hydraulics failure. avherald.com. Дата обращения: 25 июня 2024. Архивировано 25 июня 2024 года.
11. ↑  Accident ATR 72-500 (72-212A) 7T-VUK,. asn.flightsafety.org. Дата обращения: 25 июня 2024. Архивировано 25 июня 2024 года.